# سلسله ذوالنونی
سلسله ذوالنونی یا سلسله ذنونی که در منابع عربی به «بنو ذی‌النون» معروف است یک سلسله بربر مسلمان بود که در قرن یازدهم بر طائفه تولدو در اندلس سلطنت می‌کردند. بنا به گفته ابن عذاری، نام اصلی این خانواده ذنون بوده است که نام رایج بربری بوده است. 

## ریشه ها
ذوالنونیها خانواده‌ای بربر از قبیله هاواره بودند که در زمان فتح اسلام به شبه جزیره ایبریا آمدند. آنها در قلب سانتاباریا در استان کوئنکا ساکن شدند و طی یک فرآیند عربی‌سازی فرهنگی بین قرن‌های ۸ تا ۱۰، نام خود را از بربر ذنون به شکل عربی ذی‌النون تغییر دادند. در نیمه دوم قرن نهم، آنها قلمرو بزرگی را تحت کنترل گرفتند که شامل یوکلس، Huete ،کوئنکا، لاس والراس، Huélamo، Alarcón و Iniesta بود. به دلیل انزوای جغرافیایی این منطقه، آنها در شورش مستمر علیه خلافت قرطبه بودند و استقلال خاصی را حفظ می‌کردند و به طور دوره‌ای تولدو را تهدید می‌کردند.
با افول خلافت امویان در اوایل قرن یازدهم، خلیفه سلیمان بن الحکم به عبدالرحمن‌بن ذی‌النون ربوبیت سانتاور، هوئته، اوکلس و کوئنکا را به همراه لقب ناصرالدوله اعطا کرد. در سال ۱۰۱۸ همین عبدالرحمن حکومت اوکلس را به پسرش اسماعیل سپرد و او را نیز به درخواست مردم آن که از حاکمان خود ناراضی بودند به تولدو فرستاد.

## طائفه تولدو
این سلسله سه حاکم را در اختیار طائفه تولدو قرار داد:
- اسماعیل الظاهر (۱۰۲۳-۱۰۴۳)
- آل مامون (۱۰۴۳-۱۰۷۵)، پسر اسماعیل.
- یحیی القادر (۱۰۷۵-۱۰۸۰)، نوه مامون، همچنین از حاکمان طایفه والنسیا.[۳]

القادر به قدری منفور بود که تولدو علیه او قیام کرد و او مجبور شد برای بازپس گیری پایتخت خود از آلفونسو ششم (پادشاه لئون و کاستیل استمداد جوید. اگرچه او موفق بود، اما در نهایت در ازای حمایت پادشاه در نصب او در والنسیا، شهر را به آلفونسو واگذار کرد. این امر طائفه تولدو را به پایان رساند و حکومت القادر در والنسیا توسط مرابطون مهاجم در سال ۱۰۹۲ به پایان رسید.